# Marysville (Washington)
Marysville è una città degli Stati Uniti d'America situata nella contea di Snohomish, nello Stato di Washington. La città è stata fondata nel 1872.
Ha una popolazione di 60.020 abitanti (2010), con una densità di 2.372,3 abitanti per ogni chilometro quadrato.

## Geografia fisica
Marysville, secondo l'United States Census Bureau ha una superficie di 25,3 km² di cui 24,8 di terra e 0,5 di acque. Le città più vicine sono Stanwood, Arlington, Darrington, Granite Falls, Lake Stevens e Everett. È la seconda città più grande della contea dopo Everett.

## Società

### Evoluzione demografica
Secondo uno studio del 2000, la città contava 6.608 famiglie residenti nella città. La divisione razziale contava l'88,21% di bianchi, 3,82% di asiatici, 1,60% di nativi americani, 1,02% di afroamericani e 1,89% di altre razze. Ispanici e latini erano il 4,83% della popolazione.
- 1890: 202 ab.
- 1900: 728 ab.
- 1910: 1.239 ab.
- 1920: 1.244 ab.
- 1930: 1.354 ab.
- 1940: 1.748 ab.
- 1950: 2.259 ab.
- 1960: 3.117 ab.
- 1970: 4.343 ab.
- 1980: 5.544 ab.
- 1990: 10.328 ab.
- 2000: 25.315 ab.
- 2010: 60.020 ab.

## Media e telecomunicazioni

### Giornali
A Marysville ci sono due principali testate giornalistiche, il Marysville Globe e il North County Outlook.